# Il capitale umano
Il capitale umano è un film del 2013 diretto da Paolo Virzì.
Liberamente ispirato al romanzo omonimo di Stephen Amidon, è interpretato da Fabrizio Bentivoglio, Valeria Bruni Tedeschi, Fabrizio Gifuni e Valeria Golino. Ѐ stato presentato in anteprima il 3 dicembre 2013 alle Giornate Professionali di Cinema di Sorrento.
Il 24 settembre 2014 viene designato come film rappresentante il cinema italiano alla selezione per l'Oscar al miglior film straniero del 2015. Il 19 dicembre 2014 viene escluso dalla candidatura, non venendo inserito nella lista ristretta.

## Trama
Alla vigilia di Natale 2010, su una strada provinciale della Brianza, un ciclista viene investito da un SUV. L'uomo è un cameriere, che quella sera tornava a casa dopo aver lavorato a un evento tenutosi in una scuola privata. La storia poi racconta, attraverso tre diversi punti di vista, ciò che è successo nei sei mesi prima dell'incidente chiarendo le circostanze della tragedia. Un quarto capitolo è dedicato alla conclusione della storia.
Capitolo I – Dino
Dino Ossola è un agente immobiliare separato dalla moglie. L'attuale compagna, Roberta, è una psicologa incinta di due gemelli. Appartenente alla classe medio-alta, Dino vorrebbe arricchirsi e salire di classe sociale. Sua figlia Serena frequenta Massimiliano Bernaschi, figlio di un ricco uomo d'affari. Dino cerca di avvicinarsi alla famiglia del ragazzo e di aumentare la sua fortuna grazie al contatto con Bernaschi, riuscendo con un investimento rischioso a diventare suo socio.
Capitolo II – Carla
Carla Bernaschi è la ricca, ma insoddisfatta moglie di Giovanni Bernaschi. Poco stimata dal marito che, seppur a suo modo, mostra comunque di amarla, impiega il suo tempo acquistando cose costose ma inutili. Quando si propone di salvare dalla distruzione il teatro della città, Giovanni prima le promette di restaurarlo, ma poi lo mette in vendita per sanare la mancanza di liquidi della sua società. In quel momento, Carla si rende conto della sua inutilità e impotenza davanti a suo marito, e lo tradisce con Donato Russomanno, professore e direttore artistico del teatro, mentre guardano il film di Carmelo Bene Nostra Signora dei Turchi.
Capitolo III – Serena
Serena Ossola, figlia di Dino, frequenta un'elegante scuola privata non corrispondente alla sua classe sociale. Stima poco il padre e ha un rapporto complesso con la matrigna Roberta. È stata fidanzata con Massimiliano Bernaschi e, per non dispiacere alla madre di lui, Carla, finge di esserlo ancora. Un giorno, nella sala d'attesa dell'ambulatorio di Roberta, conosce Luca Ambrosini, un ragazzo allevato dallo zio in un quartiere popolare. Luca è stato accusato, al posto dello zio, di essere uno spacciatore ed è costretto a fare sedute di psicoterapia da Roberta.
Capitolo IV – Il capitale umano
La polizia indaga sull'incidente che ha coinvolto il ciclista e le prove sembrano incastrare Massimiliano, che in realtà è innocente, poiché non era alla guida del suo SUV, ma era stato riportato a casa ubriaco con un'altra auto da Serena. Serena conosce la verità, e cioè che alla guida dell'auto era Luca, ma tace perché è innamorata di lui. Casualmente, Dino viene a sapere il nome del vero colpevole e lo utilizza per ricattare la famiglia Bernaschi, riprendendosi ciò che aveva dato a Giovanni, più gli interessi. Quando scopre che la polizia è stata informata del nome del vero colpevole, Luca tenta il suicidio.
Mesi dopo, i Bernaschi organizzano una festa nella loro villa. Mentre Carla osserva con disincanto i suoi invitati dalla finestra, viene raggiunta da Giovanni, ormai tranquillo poiché le speculazioni sullo sfascio economico del Paese lo hanno infine arricchito.
Serena intanto va in carcere a trovare Luca, sopravvissuto al tentativo di suicidio.
Nei titoli di coda si viene a sapere che l'assicurazione dell'auto di Massimiliano ha negoziato con i familiari di Fabrizio Lupi, vittima dell'incidente, un risarcimento di 218.976,00 Euro.

## Produzione

### Riprese
Nonostante la storia sia ambientata in Brianza, la maggior parte delle scene urbane sono state girate a febbraio 2013 nelle città di Varese e Como, nelle campagne di Osnago in Provincia di Lecco e ad Arese per la villa con piscina. La villa della famiglia Bernaschi è invece a Fortunago, in provincia di Pavia. Il Teatro Politeama che Carla Bernaschi vorrebbe salvare è invece a Como, in via Tolomeo Gallio.

### Scene tagliate
Al Tribeca Film Festival del 2014, in cui Il capitale umano è l'unico film italiano in concorso, il regista ha rivelato ai giornalisti che aveva girato un finale alternativo, tagliato durante il montaggio, in cui si mostrava Carla mentre correva scalza nella campagna brianzola, in fuga dalla sua vita alto borghese.
Secondo Virzì questa scena e l'interpretazione dell'attrice sono state la fonte d'ispirazione per la creazione del personaggio di Beatrice Morandini Valdirana, sempre interpretato da Valeria Bruni Tedeschi, la contessa mitomane protagonista de La pazza gioia.

## Promozione
Il trailer ufficiale del film è stato distribuito il 17 dicembre 2013.

## Accoglienza

### Incassi
Il film è uscito nelle sale italiane il 9 gennaio 2014 in 400 copie, distribuito da 01 Distribution. Nel primo weekend di programmazione ha guadagnato 1641000 €. L'incasso totale è di 5713000 €. Il film al Festival di Berlino 2014 è stato venduto in 25 Paesi in tutto il mondo.

### Critica

#### Critica italiana
In generale sono state elogiate le interpretazioni degli attori e la sceneggiatura di Virzì, Piccolo e Bruni «cui riesce bene il trapianto in Brianza di un romanzo ambientato in Connecticut» afferma Massimo Bertarelli su Il Giornale. Concita De Gregorio su la Repubblica elogia gli attori, definendo il film «il migliore di Virzì. Potente, lieve, preciso».
Paolo Mereghetti afferma che, nonostante il passaggio a temi drammatici, il regista livornese non ha perso la dote di «graffiare attraverso l'ironia» e «di ottenere il meglio dai suoi attori», fra cui, Fabrizio Gifuni «che dà qui la sua prova migliore, convincente e intensa» e la «davvero ammirevole» Valeria Bruni Tedeschi di cui muta «i supposti limiti in qualità». Infine elogia le prestazioni dei giovani. Critica però l'«eccessiva caratterizzazione regionale» del personaggio interpretato da Fabrizio Bentivoglio che ha «inflessioni lombarde [...] da commedia ridanciana», che pur servendo per sottolineare il passaggio del film «dal sorriso al cinismo» poteva portare il film «verso la farsa».
Dello stesso parere anche Roberto Escobar, su l'Espresso, che critica sia la sceneggiatura per la presenza di «stereotipi che ripetono stancamente, e con volgarità, l'italica commedia di costume», sia Bentivoglio, definendo la sua rappresentazione di Ossola un «Alberto Sordi redivivo, fuori tempo e inverosimile».
Mariarosa Mancuso per Il Foglio invece ha stroncato il film criticandone sia la regia che la recitazione, in particolare di Bruni Tedeschi al «minimo vocale consentito e al massimo del birignao», che mutano la trama «in una favoletta moraleggiante, con derive verso la comicità involontaria».

#### Critica estera
Debora Young scrive su The Hollywood Reporter che «il film è molto più di un thriller chic» in cui Virzì e gli attori hanno cercato di esplorare «l'infelicità di ricchi e poveri in una società che misura il valore di una persona in termini di euro». Elogiando le interpretazioni del cast, la fotografia, scenografia e colonna sonora.
Jay Weissberg di Variety elogia le prestazioni del cast definendole «impeccabili», il fascino di Gifuni, la «tensione nervosa» del personaggio della Bruni Tedeschi, la «sorpresa» Gioli. Anche il ruolo di Valeria Golino, seppur piccolo, è apprezzato per il calore che riesce a trasmettere in scena. Lodate sia la fotografia che la scenografia.
Al Tribeca Film Festival, dove il film è stato presentato in concorso, ha riscosso molto successo e Valeria Bruni Tedeschi ha vinto il premio come migliore attrice:
(Motivazione della giuria per il premio a Valeria Bruni Tedeschi.)

### Polemiche
Il film ha dato luogo a polemiche da parte della comunità brianzola, che ha accusato il regista di dare un quadro non rispondente alla realtà della gente del luogo.

## Riconoscimenti
- 2014 - David di Donatello
  - Miglior film
  - Migliore sceneggiatura a Francesco Bruni, Francesco Piccolo e Paolo Virzì
  - Migliore attrice protagonista a Valeria Bruni Tedeschi
  - Migliore attrice non protagonista a Valeria Golino
  - Miglior attore non protagonista a Fabrizio Gifuni
  - Miglior montaggio a Cecilia Zanuso
  - Miglior sonoro a Roberto Mozzarelli
  - Candidatura Miglior regista a Paolo Virzì
  - Candidatura Miglior produttore a Rai Cinema, Motorino Amaranto e Indiana Production
  - Candidatura Migliore attore protagonista a Fabrizio Bentivoglio
  - Candidatura Migliore fotografia a Jérôme Almèras
  - Candidatura Miglior colonna sonora a Carlo Virzì
  - Candidatura Migliore canzone originale (I'm sorry) a Giacomo Vaccai e Jackie O'S Farm
  - Candidatura Migliore scenografia a Mauro Radaelli
  - Candidatura Migliori costumi a Bettina Pontiggia
  - Candidatura Miglior trucco a Caroline Philipponnat
  - Candidatura Migliori acconciature a Stéphane Desmarez
  - Candidatura Migliori effetti speciali a Effetti Digitali Italiani
  - Candidatura David giovani a Paolo Virzì
- 2014 - Nastro d'argento
  - Regista del miglior film a Paolo Virzì
  - Migliore sceneggiatura a Francesco Bruni, Francesco Piccolo e Paolo Virzì
  - Migliore attore protagonista a Fabrizio Bentivoglio e Fabrizio Gifuni
  - Migliore scenografia a Mauro Radaelli
  - Migliore montaggio a Cecilia Zanuso
  - Miglior sonoro in presa diretta a Roberto Mozzarelli
  - Premio Guglielmo Biraghi a Matilde Gioli
  - Candidatura Miglior produttore a Rai Cinema, Motorino Amaranto e Indiana Production
  - Candidatura Migliore attrice protagonista a Valeria Bruni Tedeschi
- 2014 - Globo d'oro
  - Miglior film a Paolo Virzì
  - Candidatura Migliore sceneggiatura a Francesco Bruni, Francesco Piccolo e Paolo Virzì
  - Candidatura Migliore attore a Fabrizio Bentivoglio
- 2014 - Ciak d'oro
  - Miglior regista a Paolo Virzì[18]
  - Migliore attrice protagonista a Valeria Bruni Tedeschi[18]
  - Migliore sceneggiatura a Francesco Bruni, Francesco Piccolo e Paolo Virzì[18]
  - Miglior montaggio a Cecilia Zanuso[18]
  - Candidatura Miglior attore non protagonista a Fabrizio Gifuni
  - Candidatura Migliore attrice non protagonista a Matilde Gioli
  - Candidatura Miglior sonoro in presa diretta a Roberto Mozzarelli, Emanuele Chiappa e Alessandro Orlando
  - Candidatura Migliori costumi a Bettina Pontiggia
  - Candidatura Miglior colonna sonora a Carlo Virzì
  - Candidatura Miglior manifesto a Riccardo Fidenzi e Maurizio Rubens
- 2014 - Tribeca Festival
  - Migliore attrice a Valeria Bruni Tedeschi
  - Candidatura Miglior film a Paolo Virzì
- 2014 - European Film Awards
  - Candidatura Miglior regista a Paolo Virzì
  - Candidatura Migliore attrice a Valeria Bruni Tedeschi
- 2014 - Bari International Film Festival
  - Premio Mario Monicelli - Regista del miglior film a Paolo Virzì
  - Premio Luciano Vincenzoni - Migliore sceneggiatura a Francesco Bruni, Francesco Piccolo e Paolo Virzì
  - Premio Vittorio Gassman - Miglior attore protagonista a Fabrizio Gifuni
  - Premio Alida Valli - Migliore attrice non protagonista a Matilde Gioli
  - Premio Roberto Perpignani - Miglior montatore a Cecilia Zanuso
- 2014 - Premio Flaiano
  - Pegaso d'oro al miglior regista a Paolo Virzì
- 2014 - St. Louis Gateway Film Critics Association Awards
  - Candidatura Miglior film straniero